# Sent Vincenç de Còssa
Sent Vincenç de Còssa (en francès Saint-Vincent-de-Cosse) és un municipi francès situat al departament de la Dordonya i a la regió de la Nova Aquitània.

## Demografia
| 1962                                       | 1968 | 1975 | 1982 | 1990 | 1999 | 2007 |
| ------------------------------------------ | ---- | ---- | ---- | ---- | ---- | ---- |
| 360                                        | 319  | 278  | 314  | 302  | 351  | 378  |
| Des de 1962: població sense dobles comptes |      |      |      |      |      |      |

## Administració
| Període | Identitat          | Partit |
| ------- | ------------------ | ------ |
| 1995-   | Jean-Marie Chaumel | UMP    |